# Tecnam

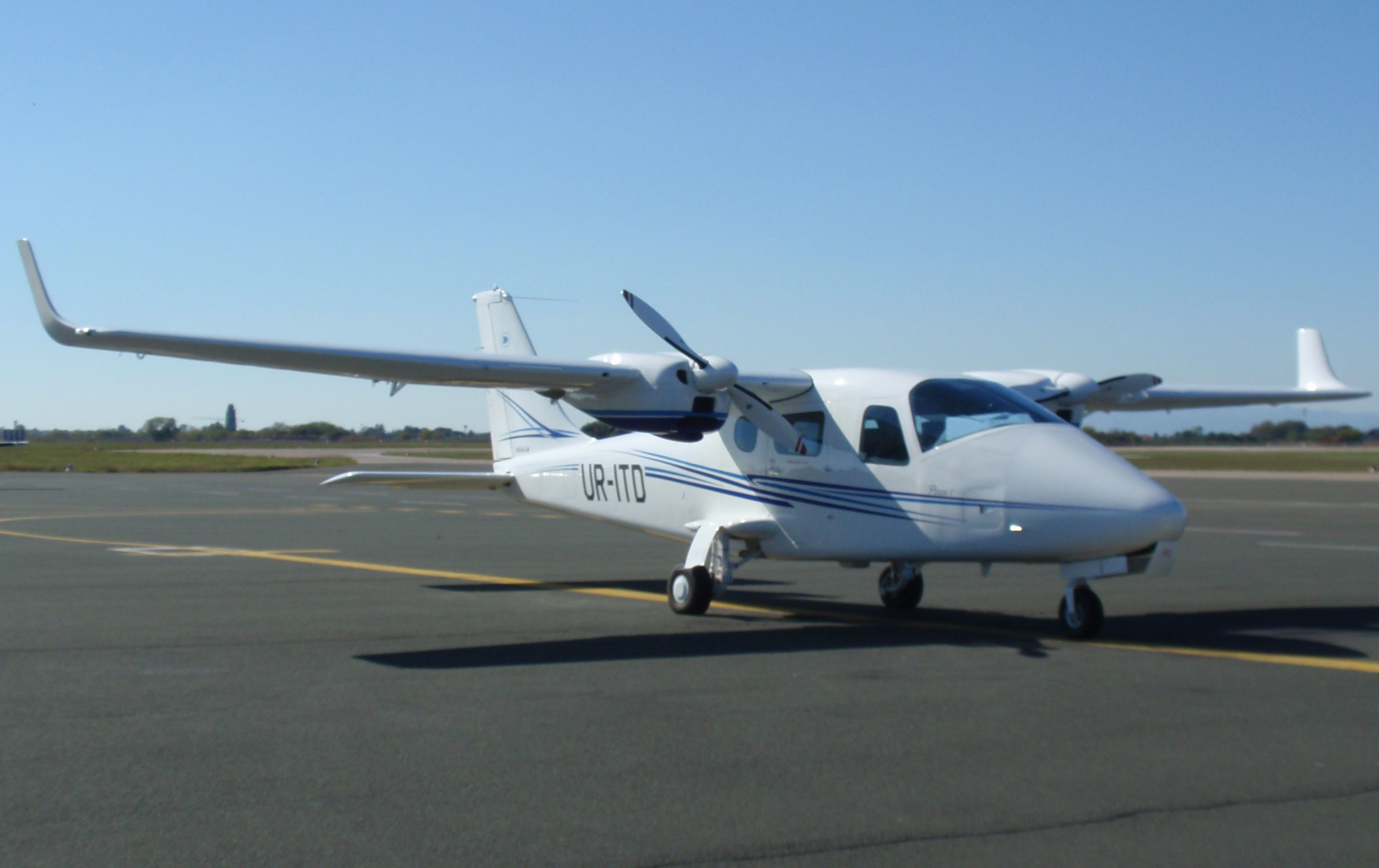
Tecnam P2006T

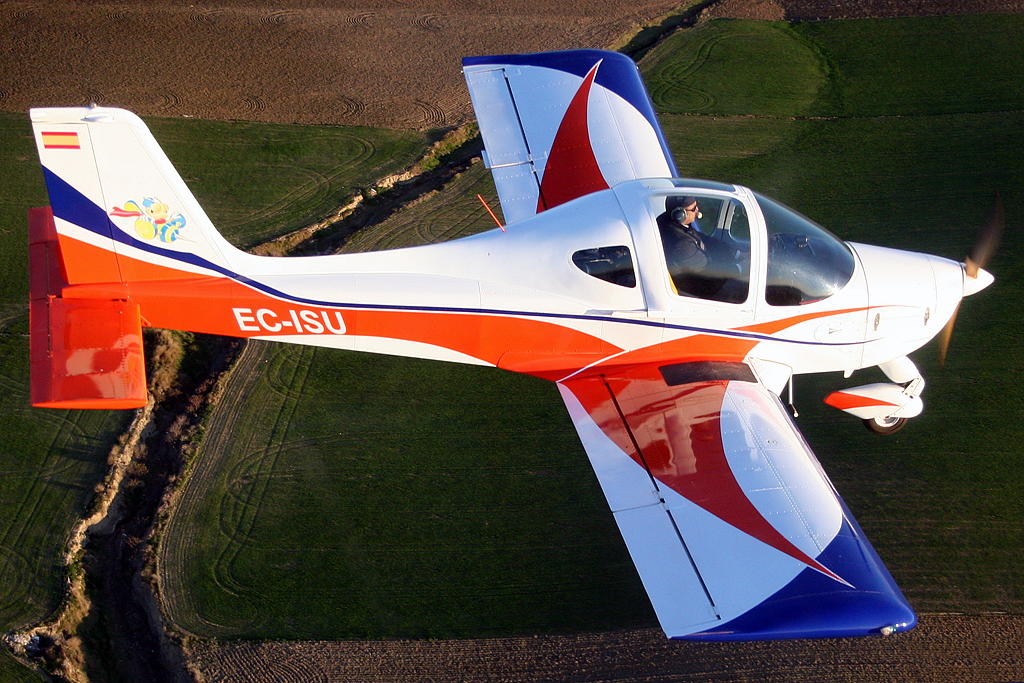
Tecnam P96

Costruzioni Aeronautiche Tecnam è un'azienda aeronautica italiana campana. È stata fondata nel 1986. La società ha due attività principali: produce parti di aeromobili per altri produttori e ha una propria gamma di velivoli.
I fondatori, i fratelli Luigi e Giovanni Pascale, crearono l'azienda con l'intento di produrre parti per altri costruttori come Boeing e ATR. Quando il mercato dell'aviazione generale cominciò a crescere, i fratelli decisero di entrare nel campo realizzando il Tecnam P92.
Ad oggi, Tecnam, ha consegnato oltre 7.500 aerei in tutto il mondo, in più di 33 varianti. L'azienda conta più di 300 dipendenti. I fratelli fondatori sono entrambi deceduti, tuttavia il nipote di Luigi, Paolo Pascale è ora amministratore delegato dell'azienda.

## Prodotti
- Tecnam P92 JS/LY
- Tecnam P92 Echo Super/Eaglet/Classic
- Tecnam P96 Golf
- Tecnam P2002 Sierra
- Tecnam P2004 Bravo
- Tecnam P2006T
- Tecnam P2008
- Tecnam P2010
- Tecnam Astore
- Tecnam P2012 Traveller
- Tecnam P-Jet
- Tecnam P-Mentor